# Laizure Glacier
Laizure Glacier är en glaciär i Antarktis. Den ligger i Östantarktis. Australien gör anspråk på området. Laizure Glacier ligger 662 meter över havet.
Terrängen runt Laizure Glacier är kuperad åt nordost, men åt sydväst är den platt. Trakten är obefolkad. Det finns inga samhällen i närheten.